# Mosquetón

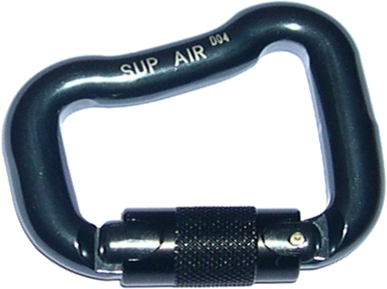
Mosquetón con auto seguro, concebido para el parapente.

Un mosquetón es un tipo de grillete en forma de anilla, de acero o aleaciones ligeras de aluminio, con un pestillo operado con un resorte, que se utiliza para conectar en forma rápida y reversible componentes, en especial sistemas que cumplen una función crítica sobre la seguridad. Se utilizá en maniobras dé seguridad dentro de actividades  como rescates, escalada, espeleología, barranquismo, montañismo, etc. Constituye un equipo delicado en el cual el usuario deposita su integridad física o la de otra persona, por lo cual es fundamental cuidar algunos aspectos de seguridad. Existen diversos tipos de mosquetones, la clasificación más general es en funciones de si tienen o no seguro de apertura.

## Elementos y terminología

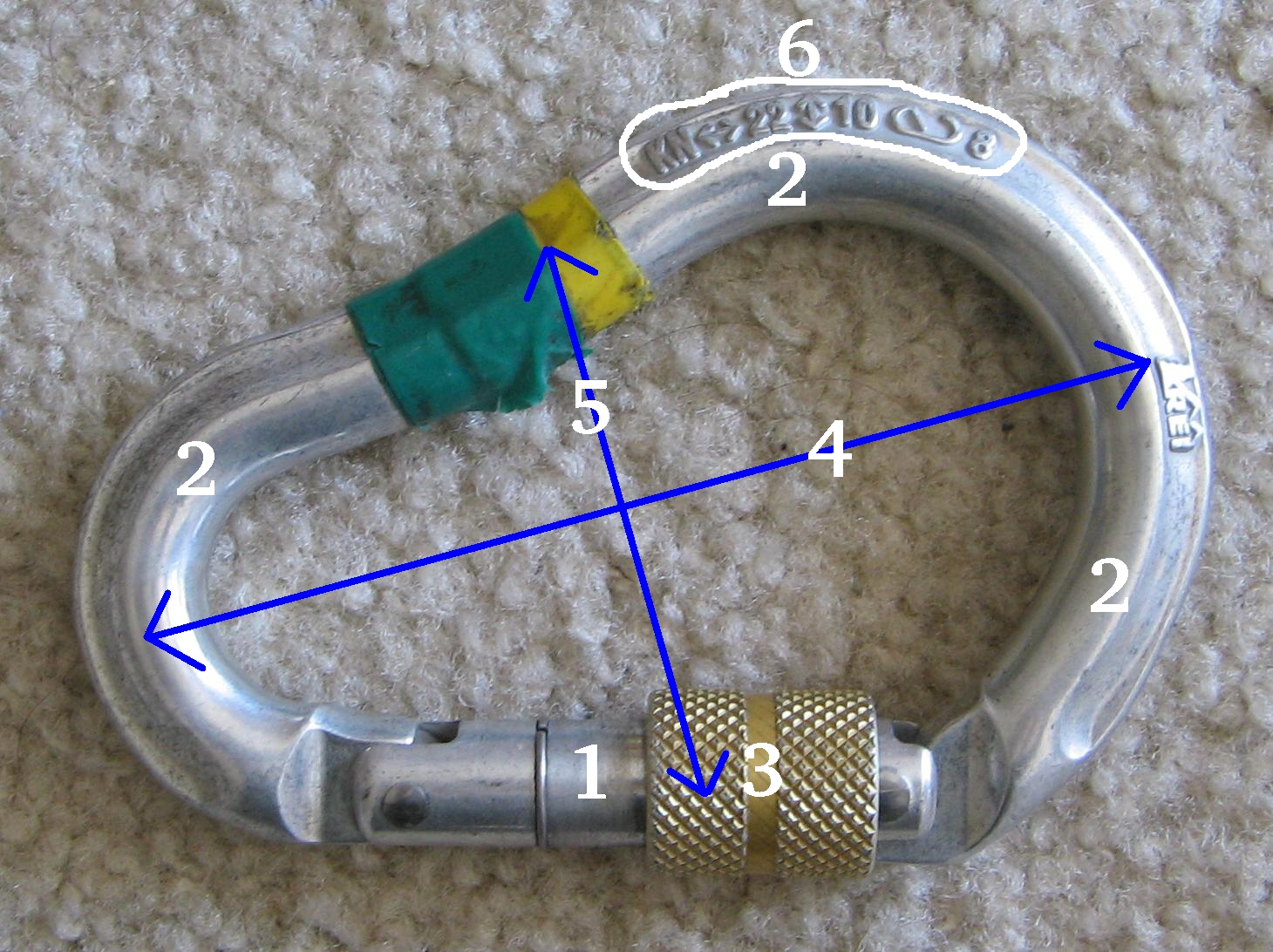
Terminología básica de un mosquetón con seguro. 1. Gozne. 2. Mosquetón o cuerpo. 3. Seguro. 4. Dimensión longitudinal. 5. Dimensión transversal. 6. Especificaciones grabadas de resistencia a la ruptura.

Todo mosquetón tiene dos elementos básicos: el cuerpo o mosquetón y el gozne. El gozne es la pieza móvil que constituye el medio de apertura del mosquetón. Adicionalmente algunos mosquetones tienen un elemento adicional llamado "seguro". La longitud de un mosquetón es la dimensión máxima del mismo, la dimensión transversal es la medida de su dimensión número dos, generalmente de un lado al otro del mosquetón a la altura del gozne.

## Seguridad
Los aspectos principales de seguridad de un mosquetón son: fabricación siguiendo normas, uso adecuado según especificaciones y cuidados y mantenimiento según fabricante y la marca.

### Normativa
En la UE se han desarrollado dos normas específicas las cuales son:
- Norma EN 12275.
- Norma EN 362.

### Elaboración
Los mosquetones de aluminio están fabricados con la aleación EN AW-7075 (Zn, Cu, Mg, Mn, Cr, Zr, Ti). Para elaborarlos, se corta y se dobla una varilla. Se forja en un molde a 450° y luego se le aplica un tratamiento térmico de envejecido (T6). La pieza final posee una dureza Brinell HB=110, similar a la de un acero blando (HB=120).

### Fabricación
Un mosquetón debe seguir normas específicas cuyo cumplimiento se indican en un grabado que deben llevar según la normatividad que cumplen. Las normativas aceptadas internacionalmente son las especificaciones de la Unión Internacional de Asociaciones de Alpinismo (UIAA) o la directiva general de Marcado CE de la Unión Europea.

### Uso adecuado
Un mosquetón debe incluir un manual o instrucciones donde el fabricante especifique sus usos posibles, advertencias de seguridad así como el mantenimiento adecuado entre otras cosas. Un aspecto fundamental de un mosquetón es que indican mediante grabado su resistencia dada en kN (kilonewtons). Esta resistencia puede incluir una o más de las siguientes especificaciones de resistencia mecánica: resistencia longitudinal con el gozne cerrado, resistencia longitudinal con el gozne abierto y resistencia transversal. Siempre será mayor la resistencia longitudinal con el gozne cerrado que abierto, ya que un gozne cerrado confiere un punto adicional de resistencia respecto a uno abierto. Valores medios para un mosquetón particular pueden ser 22 kN, 8 kN y 10 kN para la resistencia longitudinal cerrado, abierto y la transversal respectivamente.

### Mantenimiento
Un mosquetón debe mantenerse limpio después de cada uso para que el gozne funcione adecuadamente además de cuidar el metal del que está hecho. Un mosquetón que haya sufrido una caída de un metro de altura o más debe considerarse ya que puede tener fracturas internas que hagan el dispositivo inseguro mediante una reducción peligrosa en sus especificaciones.

## Tipos de mosquetón
Los mosquetones se pueden clasificar según diversos aspectos, los más destacados son: por su seguro, por su forma y uso particular o por su confiabilidad o certificación.
- Según el seguro. Existen mosquetones con seguro y sin seguro, dentro de los primeros existen subclasificaciones según el tipo de seguro que puede ser de tambor, autoseguro o automático o semiautomático. Los mosquetones sin seguro se utilizan para aplicaciones en donde no está comprometida la posible apertura del elemento y además es un elemento que se coloca temporalmente en un lugar para ser retirado a otro. Los mosquetones con seguro tienen la ventaja de que su apertura por descuido, rozamiento o error está obstaculizada por un seguro entre el gozne y el cuerpo del mosquetón, se utilizan en casos donde su uso es por tiempo prolongado, está en riesgo de ser abierto por descuido o accidente o donde se requiere seguridad adicional. Dentro de los mosquetones con seguro, el de seguro convencional es que al ser un pequeño barril con rosca interna que constituye un tornillo sobre el gozne, este al ser enroscado alcanza a cubrir el cuerpo del mosquetón impidiendo su apertura. Al ser una rosca requiere atención total del usuario para su cierre. El mosquetón con seguro automático cierra solo mediante un sistema de resorte que hace que el gozne se trabe, sin embargo puede ser más inseguro que los manuales ya que el usuario tiende a confiarse del cierre automático y olvidar revisarlo. Los semiautomáticos son algo intermedio entre los anteriores y pretenden resolver las desventajas de ambos, no tener que atornillar por un lado y evitar el descuido por confiarse por el otro.

Según su aplicación específica los mosquetones son fabricados con diversas formas particulares, entre los principales tipos que se utilizan tenemos:
- mosquetón de espeleología. Es un mosquetón simétrico de forma oval-rectangular.
- mosquetones para anilla de escalada. Son un par de mosquetones con forma específica que se utilizan en anillas o unidos mediante una cinta, su forma particular tiene que ver con la ergonomía para facilitar al escalador pueda tomarlo en situaciones comprometidas y colocarlo en alguna protección en medio de una escalada.
- mosquetón de carga
- mosquetón tipo pera
- etc.

## Mosquetones no profesionales

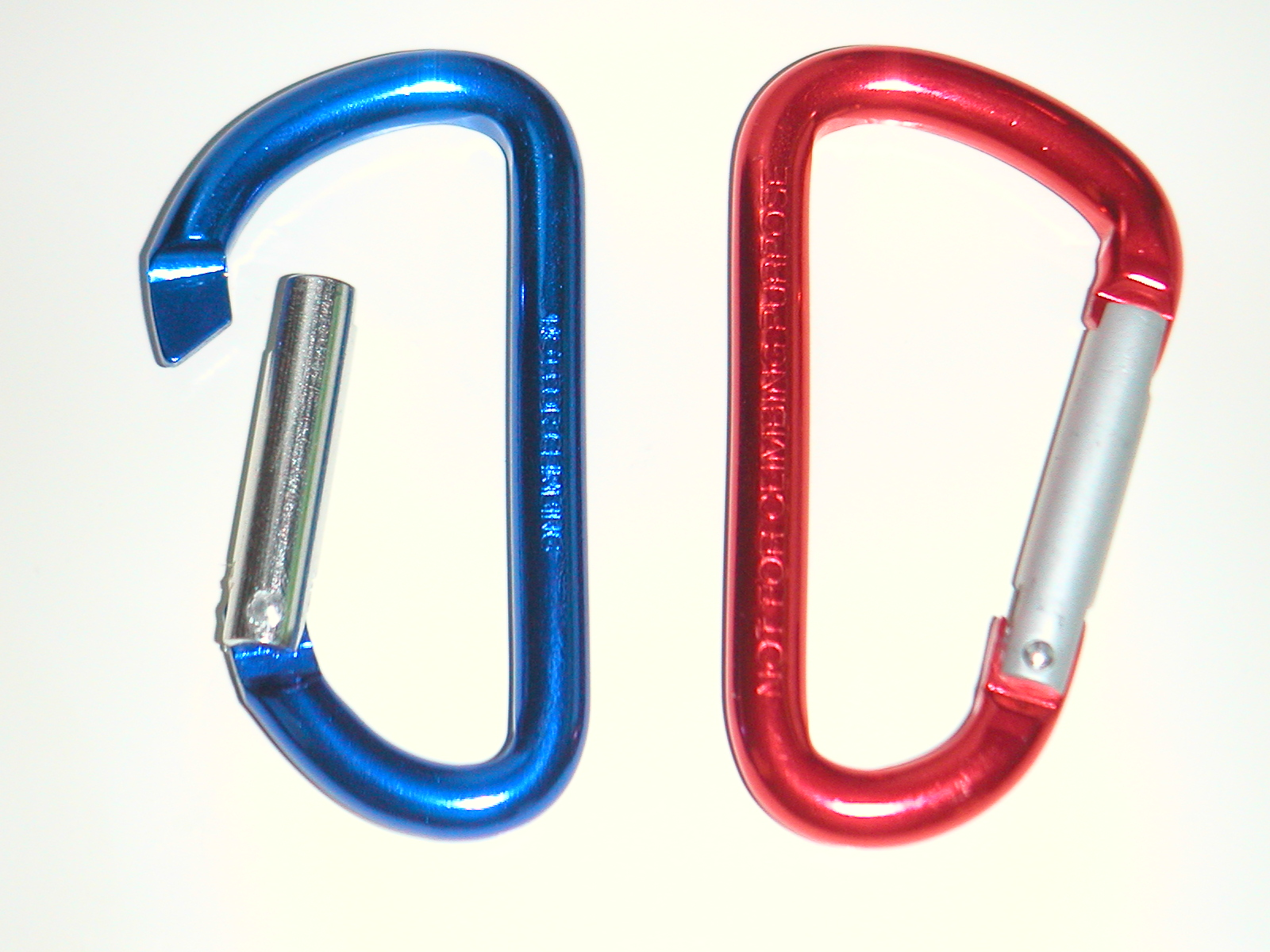
gancho tipo mosquetón decorativo (no aptos para escalada) utilizados principalmente como llavero.

Debido a la popularidad de los deportes de aventura y a la mercadotecnia, han llegado al mercado diversos mosquetones sin certificación alguna y sin las características generales de los de escalada, destinados a usos lúdicos o utilitarios. Uno de los usos más recientes es como llaveros. Cabe mencionar que como todo objeto, los mosquetones también han sido reproducidos de esta forma por lo que es importante descartarlos para aplicaciones deportivas. Para otras aplicaciones, especialmente las no deportivas, existen herramientas similares que se conocen como bandolas.